# Circumscripció electoral de Girona
Girona és una de les 52 circumscripcions electorals espanyoles utilitzades com a districtes electorals per al Congrés dels Diputats i de les cinquanta-nou circumscripcions utilitzades per al Senat, que són les cambres baixa i alta del Parlament espanyol. Li corresponen sis diputats i quatre senadors.
També és una de les quatre circumscripcions electorals de Catalunya per a les eleccions autonòmiques, en què tria disset diputats. Es correspon amb el territori de la província de Girona.